# Cotes (Leicestershire)
Cotes – osada w Anglii, w hrabstwie Leicestershire. Leży 17 km na północ od miasta Leicester i 159 km na północny zachód od Londynu.